# Angainor

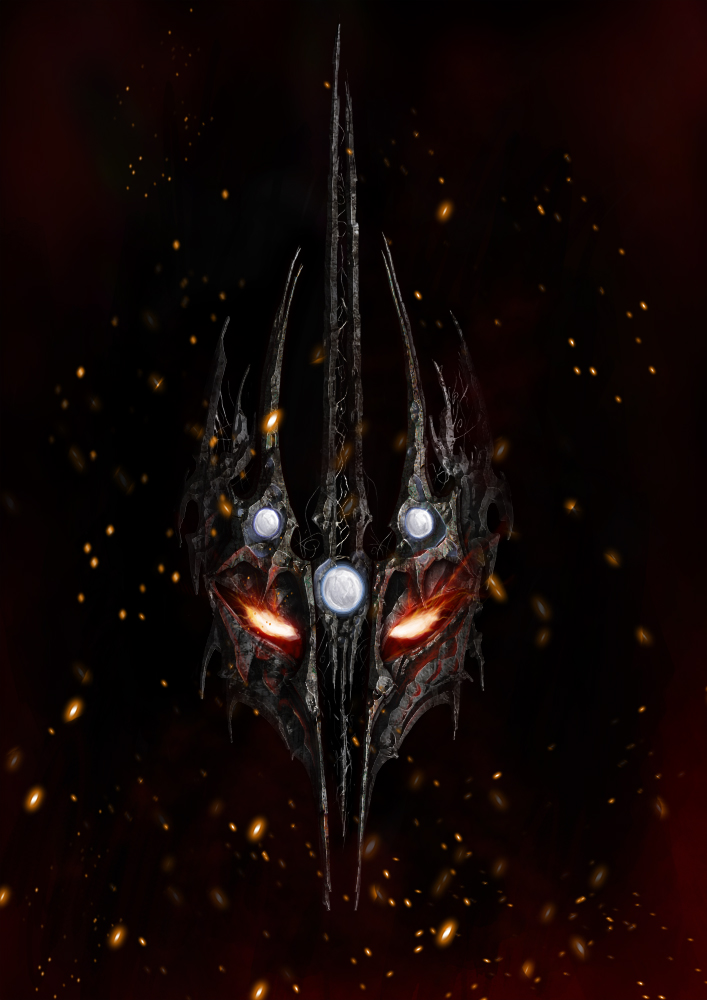
El vala Melkor, para quien fue creada la cadena Angainor, fue condenado en dos ocasiones a estar atado con ella por las maldades que cometió
(ilustración de SpentaMainyu).

Angainor es un artefacto ficticio que forma parte del legendarium creado por el escritor británico J. R. R. Tolkien y que aparece en su novela El Silmarillion. Se trata de una cadena forjada por el vala Aulë para contener a Melkor, en una primera ocasión con el fin de proteger a los elfos tras su despertar en las Edades de los Árboles y en una segunda para librar al mundo de su maldad a finales de la Primera Edad del Sol.
Su aparición en el legendarium de J. R. R. Tolkien es temprana, estando presente en las versiones originales de las historias de El Silmarillion y en futuras reescrituras publicadas de forma póstuma por el tercer hijo y principal editor del autor, Christopher Tolkien, en los distintos volúmenes de La historia de la Tierra Media. Inicialmente la historia de Angainor formaba parte de «El encadenamiento de Melkor», uno de los relatos que fueron incluidos en El libro de los cuentos perdidos, y fue conservada en diversos escritos como «Esbozo de la mitología», «Quenta» y finalmente «Quenta Silmarillion».
Si bien el autor no hizo mención en ningún momento a posibles influencias a la hora de crear a Angainor o su historia, Jason Fisher la comparó en J. R. R. Tolkien Encyclopedia, recopilación de textos dedicados al autor y a sus obras recogidos por Michael D. C. Drout, con la cadena que el dios Hefesto forjó para encadenar al titán Prometeo como castigo por devolver el fuego a los mortales en la mitología griega. Por otra parte tampoco ofreció en ninguno de sus escritos el significado de la palabra Angainor, que está compuesta en quenya, aunque sí es cierto que la raíz etimológica del nombre es anga («hierro»).

## Etimología
J. R. R. Tolkien no dejó claro en ninguno de sus escritos el significado de Angainor, palabra formada en quenya. Christopher Tolkien incluyó en El Silmarillion un apéndice sobre algunos elementos que forman los nombres en esta lengua y en sindarin, donde aparece anga («hierro») como raíz de Angainor.
En la época en la que escribió El libro de los cuentos perdidos, el autor completó dos pequeños cuadernos con los primeros léxicos de las lenguas élficas quenya y gnómico. En la parte dedicada a la primera aparece definida la palabra Angaino, nombre original que recibió la cadena, como «un gigante» y posteriormente corregido por «una gran cadena», sin hacer referencia a la raíz anga como «hierro», aunque sí en la definición de la palabra Angamandi. El equivalente en gnómico de Angaino sería Gainu, procedente de la raíz ang relacionada con «hierro», aunque equivalente a «torturador».
En «El encadenamiento de Melkor», versión original de la historia de Angainor, J. R. R. Tolkien mencionó a la cadena como «la opresora», aunque no especificó si esto era un apodo o el significado del nombre. El metal con el que se forjó en dicho relato, tilkal, debe su nombre a las iniciales de los metales con los que Aulë lo creó: tambë («cobre»), ilsa («plata»), latúken («estaño»), kanu («plomo»), anga («hierro») y laurë («oro»).

## Historia ficticia
Durante las Edades de los Árboles y tras el despertar de los elfos, los valar se reunieron en consejo para encontrar una forma de protegerles de Melkor. Por consejo directo de Ilúvatar, quien le había dicho a Manwë que debían recuperar el dominio del mundo a cualquier precio, le declararon la guerra y los ejércitos de Valinor partieron hacia Utumno. Ante sus puertas se libraron numerosas batallas y al fin Tulkas irrumpió en la fortaleza y derrotó a Melkor, sujetándole con la cadena Angainor que Aulë había forjado tiempo atrás. Así fue llevado a Valinor y juzgado por Manwë en el Anillo del Juicio, condenándole a permanecer tres edades confinado en las estancias de Mandos atado con la cadena Angainor.
Muchos años después de su liberación y debido a que el castigo no había servido para redimir a Melkor, los valar marcharon de nuevo contra él a petición de Eärendil, quien habló ante ellos en nombre de los elfos y los hombres de la Tierra Media, en la que fue llamada Guerra de la Cólera. En ella los ejércitos de Melkor fueron derrotados y él acorralado en la más profunda de sus minas, donde fue atado de nuevo con la cadena Angainor y arrojado después al Vacío Intemporal por la Puerta de la Noche, siendo vigilado eternamente por Eärendil hasta la Dagor Dagorath.

## Creación y desarrollo
J. R. R. Tolkien mencionó por primera vez a Angainor en «El encadenamiento de Melkor», relato escrito a finales de los años 1910 que fue incluido en El libro de los cuentos perdidos y publicado de forma póstuma por el tercer hijo y principal editor del autor, Christopher Tolkien. Originalmente la creación de la cadena, forjada por Aulë en todas las versiones de su historia en las que se menciona al creador, se debió a los destrozos que Melkor estaba provocando en la Tierra Media y no a la protección de los elfos, a quienes Ilúvatar ni siquiera había despertado todavía; no obstante, dichos destrozos pasarían posteriormente a ser provocados por el suceso que llevó al encadenamiento de Melkor en la versión publicada de El Silmarillion: la Batalla de los Poderes. En esta primera versión, algunos de los valar realizaron una incursión a Utumno desde Valinor para apresar a su enemigo y todos ellos entraron en la fortaleza y participaron en el tumulto que aconteció allí, no solo Tulkas, aunque sí fue éste, junto con Aulë, quien encadenó a Melkor con Angainor. «El encadenamiento de Melkor» incluye además una descripción detallada de la cadena y de su creación que desapareció en las versiones posteriores: usando seis metales, cobre, plata, oro, estaño, plomo y hierro, Aulë forjó mágicamente uno nuevo al que llamó tilkal, con todas las propiedades de los anteriores y algunas otras, que adquiría un color verde brillante o rojo en función de la luz que hubiera en el ambiente; añadiendo un poco de él en los eslabones y con los otros seis metales, creó una cadena de «una suprema dureza y brillantez y suavidad». Además de Angainor, Aulë fabricó dos esposas, las Vorotemnar, y cuatro grilletes, los Ilterendi, todos hechos de tilkal.
Angainor, esta vez bajo el nombre Angainu e incluyendo a Tulkas como cocreador, también fue mencionada por J. R. R. Tolkien en otro de sus Cuentos perdidos, «El cuento de Tinúviel», que supuso la primera versión de la historia de Beren y Lúthien y en el que la cadena aparece como parte del contenido de una canción que Tinúviel, nombre original de la elfa, entonó durante su custodia en la haya Hírilorn. En «La balada de Leithian», poema aliterado basado en el cuento anterior, y más concretamente en su quinto canto, escrito entre finales de marzo y principios de abril de 1928, el autor conservó la aparición de Angainor en la canción de Lúthien; no obstante, su forja aún no se había producido en la época en la que se desarrolla la historia y solo mencionó la cadena como un castigo que aguardaba a Melkor en el futuro.
Poco antes, en 1926, J. R. R. Tolkien había redactado un escrito, «Esbozo de la mitología», donde resumía las historias de El libro de los cuentos perdidos con la intención de explicar a Richard W. Reynolds, su antiguo profesor en Birmingham, Midlands Occidentales (Inglaterra), el contexto del poema «La balada de los hijos de Húrin». En él, aunque sin hacer mención a la cadena, Melkor pasó a ser apresado tras el despertar de los elfos y, solo en esta versión, se encontraba en Angband en lugar de en Utumno. Sí incluyó a Angainor, y por primera vez con este nombre, en los capítulos finales donde Melkor es derrotado en la Guerra de la Cólera. Cuatro años después reescribió y amplió «Esbozo de la mitología», bautizando el nuevo manuscrito como «Quenta»; al igual que en la versión anterior, Angainor no fue nombrada en el primer encadenamiento de Melkor, cuyo contexto fue tomando más forma de guerra que de incursión, pero sí en el segundo, donde además remarcó que la cadena ya había sido usada en el castigo que los valar impusieron a Melkor en el pasado.
Si bien Angainor no fue mencionada de forma explícita en «Anales de Valinor», cronología escrita a principios de los años 1930 y que recogió los acontecimientos más importantes que ocurrieron en las Edades de las Lámparas y de los Árboles del legendarium, J. R. R. Tolkien marcó en ella el año valiano 2000 como aquel en el que Melkor fue «atado» y hecho prisionero por los valar, apareciendo por primera vez una gran guerra como contexto de dicha acción. De igual forma en «Anales de Beleriand», cronología de la Primera Edad del Sol escrita en la misma época que la anterior, el año 250 fue aquel en el que Melkor fue derrotado y atado en la Guerra de la Cólera. En la revisión de esta obra realizada a finales de la década, este último año fue cambiado en un primer momento por el 350 y posteriormente por el 550.
J. R. R. Tolkien revisó y amplió «Quenta» tras la publicación de la novela El hobbit (1937), titulando en esta ocasión al manuscrito «Quenta Silmarillion» y en el que la historia de Angainor fue presentada de forma muy similar que en El Silmarillion publicado años después por Christopher Tolkien, cambiando tan solo pequeños detalles de la redacción en futuras revisiones. Tras finalizar la composición de El Señor de los Anillos a principios de los años 1950, revisó también «Anales de Valinor» y la convirtió en una nueva obra a la que tituló «Anales de Aman»; en ella hizo distinción entre las Edades de las Lámparas y las de los Árboles, de forma que la Batalla de los Poderes y el encadenamiento de Melkor con Angainor tuvo lugar entre los años 1090 y 1100 de las segundas.
En un breve texto escrito en 1955 y al que tituló «Melkor», J. R. R. Tolkien inició una historia alternativa que no prosperaría y en la cual Melkor no fue encadenado con Angainor tras el ataque de los valar a Utumno, sino que fue llevado directamente a Valinor para ser juzgado. Allí, donde Tulkas hacía sonar la cadena para recordar a Melkor lo que le esperaba, éste pidió perdón de igual forma que en las versiones anteriores hacía tras su castigo encadenado en las Estancias de Mandos, pero su arrepentimiento era en realidad fingido por temor a no poder deshacerse nunca de Angainor una vez que se la impusieran.